# Enovate ME7
Enovate ME7 – elektryczny samochód osobowy typu SUV klasy średniej produkowany pod chińską marką Enovate w latach 2019–2023.

## Historia i opis modelu

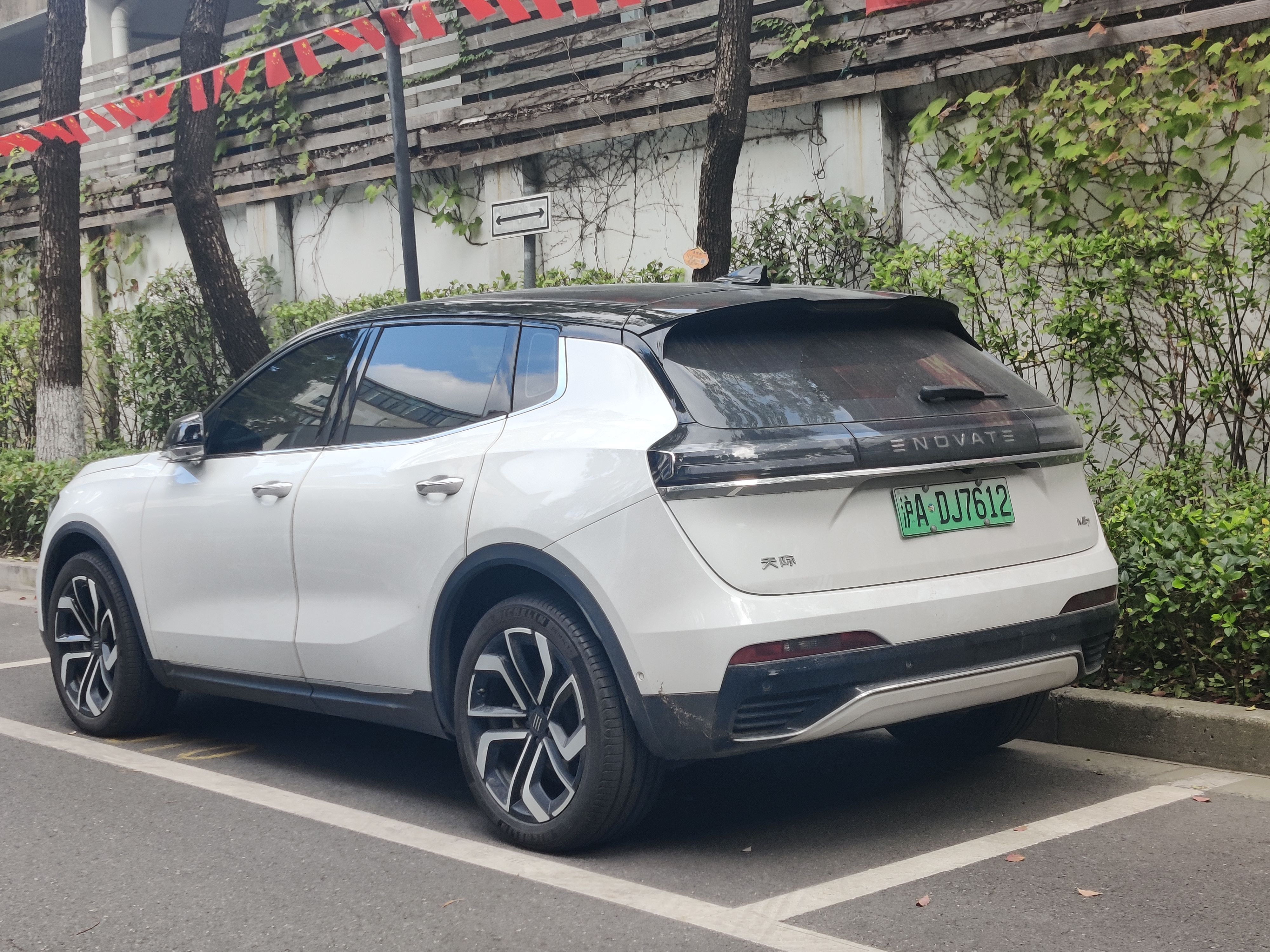
Enovate ME7 - tył

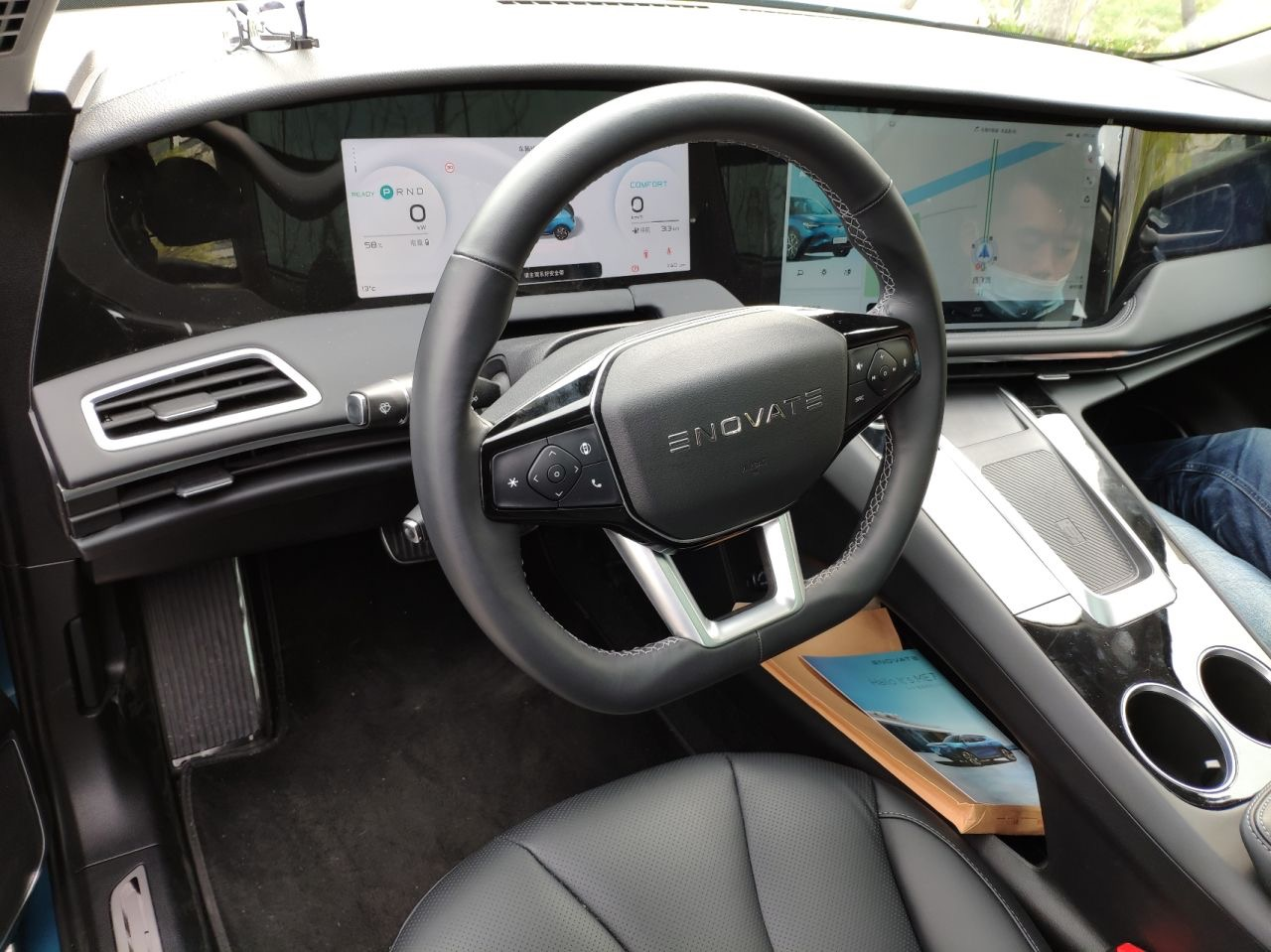
Enovate ME7 - kokpit

Enovate ME7 zadebiutował w listopadzie 2018 roku jako pierwszy produkt firmy Enovate po rebrandingu i odejściu od dotychczasowego profilu działalności pod nazwą Dearcc. Samochód przyjął postać średniej wielkości SUV-a z łagodnymi, łukowatymi proporcjami, dwubarwnym malowaniem nadwozia i reflektorami wykonanymi w technologii full LED. Tylną część nadwozia zwieńczyła szyba płynnie przechodząca w lampy wkomponowane w jeden pas, z kolei port do ładowania układu elektrycznego znalazł się w prawym błotniku. Za projekt stylistyczny Enovate ME7 odpowiedzialny był turecko-niemiecki projektant Hakan Sarakoglu, wieloletni członek m.in. zespołu stylistów Porsche.
Projekt stylistyczny wnętrza Enovate ME7 przedstawiono kilka miesięcy po premierze, w kwietniu 2019. Utrzymano go w typowym, cyfrowo-minimalistycznym wzornictwie, z deskę rozdzielczą zdominowaną przez trzy wyświetlacze. Kolejne dwa umieszczono na oparciu foteli dla pasażerów drugiego rzędu siedzeń. Fotele, kokpit i deskę rozdzielczą pokryto skórą nappa, z domieszką aluminium i czerni fortepianowej.
Enovate ME7 wyposażono w rozbudowany pakiet asystentów bezpieczeństwa i komfortu jazdy, na czele z trybem półautonomicznej jazdy drugiego poziomu wspieranego przez 16 sensorów, obsługującego także tryb awaryjnego hamowania oraz wykrywania przeszkód. Samochód umożliwia łączność z 4 smartfonami pasażerów na pokładzie.

### Sprzedaż
Enovate ME7 zbudowane zostało z myślą o wewnętrznym rynku chińskim, gdzie zbieranie zamówień rozpoczęło się w maju 2019 roku, tuż po prezentacji na targach Shanghai Auto Show. Do produkcji elektrycznego SUV-a zbudowano nowe zakłady produkcyjne w Shaoxing, dostawy pierwszych egzemplarzy do nabywców inaugurując we wrześniu 2019.

### Dane techniczne
ME7 napędzane jest przez silnik elektryczny o mocy 215 KM dostarczany przez niemieckiego Boscha, rozwijając maksymalny moment obrotowy 330 Nm, maksymalną prędkość 160 km/h i 100 km/h w 4,9 sekundy. Maksymalny zasięg samochodu na jednym ładowaniu określony został na ok. 550 kilometrów, z pakietem produkcji rodzimej firmy Wanxiang Group.